# Dewas
Dewas è una suddivisione dell'India, classificata come municipal corporation, di 230.658 abitanti, capoluogo del distretto di Dewas, nello stato federato del Madhya Pradesh. In base al numero di abitanti la città rientra nella classe I (da 100.000 persone in su).

## Geografia fisica
La città è situata a 22° 58' 0 N e 76° 4' 0 E e ha un'altitudine di 597 m s.l.m.

## Società

### Evoluzione demografica
Al censimento del 2001 la popolazione di Dewas assommava a 230.658 persone, delle quali 120.610 maschi e 110.048 femmine. I bambini di età inferiore o uguale ai sei anni assommavano a 33.492, dei quali 17.704 maschi e 15.788 femmine. Infine, coloro che erano in grado di saper almeno leggere e scrivere erano 160.272, dei quali 92.614 maschi e 67.658 femmine.